# Fiona Campbell-Walter
Pour les articles homonymes, voir Campbell et Walter.
Fiona Campbell-Walter, née Fiona Frances Elaine Campbell-Walter le 25 juin 1932 à Auckland, est un modèle britannique des années 1950, citée comme le « plus beau » modèle de Vogue. Elle devient baronne Thyssen à la suite de son mariage.

## Biographie
Les années 1950 voient plusieurs mannequins au style aristocratique et sophistiqué ; Fiona Campbell-Walter est de ceux-là. Son père est le vice-amiral Keith McNeill Campbell-Walter, aide de camp du roi George VI. « Bien née », elle fait partie du Gotha de l'époque, apparaissant toujours élégante. Sa mère l'encourage à devenir modèle, et dès l'adolescence, elle est photographiée par le prolifique Henry Clarke qu'elle a rencontré à Londres. Elle intègre l'agence de Lucie Clayton (en) et se voit publiée pour les différentes éditions internationales de Vogue et accède à la notoriété.
Favorite de Cecil Beaton, le portraitiste officiel de la famille royale d'Angleterre, elle est au sommet de sa carrière au milieu des années 1950, gagnant jusqu'à 2 000 £ par jour. Elle a le rare privilège pour un mannequin d'apparaitre en couverture de Life Magazine en janvier 1953. Modèle élégant et sophistiqué à la taille très fine — sans corset —, elle porte aussi bien le tailleur que la grande robe de bal. Ses proportions particulières, entièrement naturelles et à l'opposé des canons de l'époque incarnés par Elizabeth Taylor ou Gina Lollobrigida, sont un exemple pour les femmes.
Fiona Campbell-Walter devient la troisième femme du riche baron Hans Heinrich Thyssen-Bornemisza de Kászon en septembre 1956 et se retire du métier de mannequin. Alors appelée la baronne Thyssen, elle s'installe à la Villa Favorita au-dessus du lac de Lugano, ayant de par le monde une vie mondaine faite de voyages et réceptions, mélange d'élégance, de culture et de pouvoir. Elle a deux enfants, dont Francesca Thyssen-Bornemisza en 1958 et un fils, Lorne, en 1963. Elle divorce peu de temps après la naissance de son fils et part avec ses enfants s'installer à Londres.
Au printemps 1969, elle défraie brièvement la chronique à cause d'une liaison, qualifiée d'intense, avec Alexandre le fils d'Aristote Onassis, âgé de seize ans de moins qu'elle : des projets de mariage sont annoncés, puis annulés à la suite de l'intervention de Jacqueline Kennedy-Onassis. Alexander Onassis meurt en janvier 1973 dans un accident d'avion, scellant ainsi leur séparation. Fiona Campbell-Walter se consacre à la protection des animaux.
Surnommée le « plus beau » modèle de Vogue, Fiona Campbell-Walter a une carrière relativement courte au milieu des années 1950, bien qu'elle apparaisse encore ponctuellement jusqu'au milieu des années 1960 sur des photographies de mode. Elle restera, avec Barbara Goalen et Anne Gunning, l'un des trois grands modèles britanniques de cette époque,,.

### Photographies
La courte carrière de Fiona Campbell-Walter lui fait malgré tout travailler avec de nombreux photographes de mode majeurs de cette époque : Henry Clarke dès le début puis très souvent par la suite, John Deakin dans les années 1950, Frances McLaughlin-Gill, John French (en), le photographe-mentor de sa consœur Barbara Goalen,  plusieurs fois dont en 1951 et 1953 ; ce dernier sera l'auteur d'une photo de Fiona Campbell-Walter avec Anne Gunning en 1953, toutes deux en tailleur, image reprise dans certaines sources. La même année 1953, elle est sous l'objectif de Norman Parkinson, Milton Greene, ou Georges Dambier habillée en Marc Bohan pour le magazine Elle de l'hiver. Vers ces années 1950, c'est le mondain Cecil Beaton, « le plus notoire de ses inconditionnels » qui la photographie plusieurs fois ; il le fera encore en 1966 tout comme David Bailey deux ans plus tard pour le British Vogue du mois de février. Habituée du Vogue français, Fiona Campbell-Walter fait, entre autres, une couverture en 1952 habillée en Jacques Fath, celle du numéro de décembre 1953 en robe et fourrure, ainsi que juin 1955 en maillot de bain de la maison Jean Patou.